# Snel Interventieteam

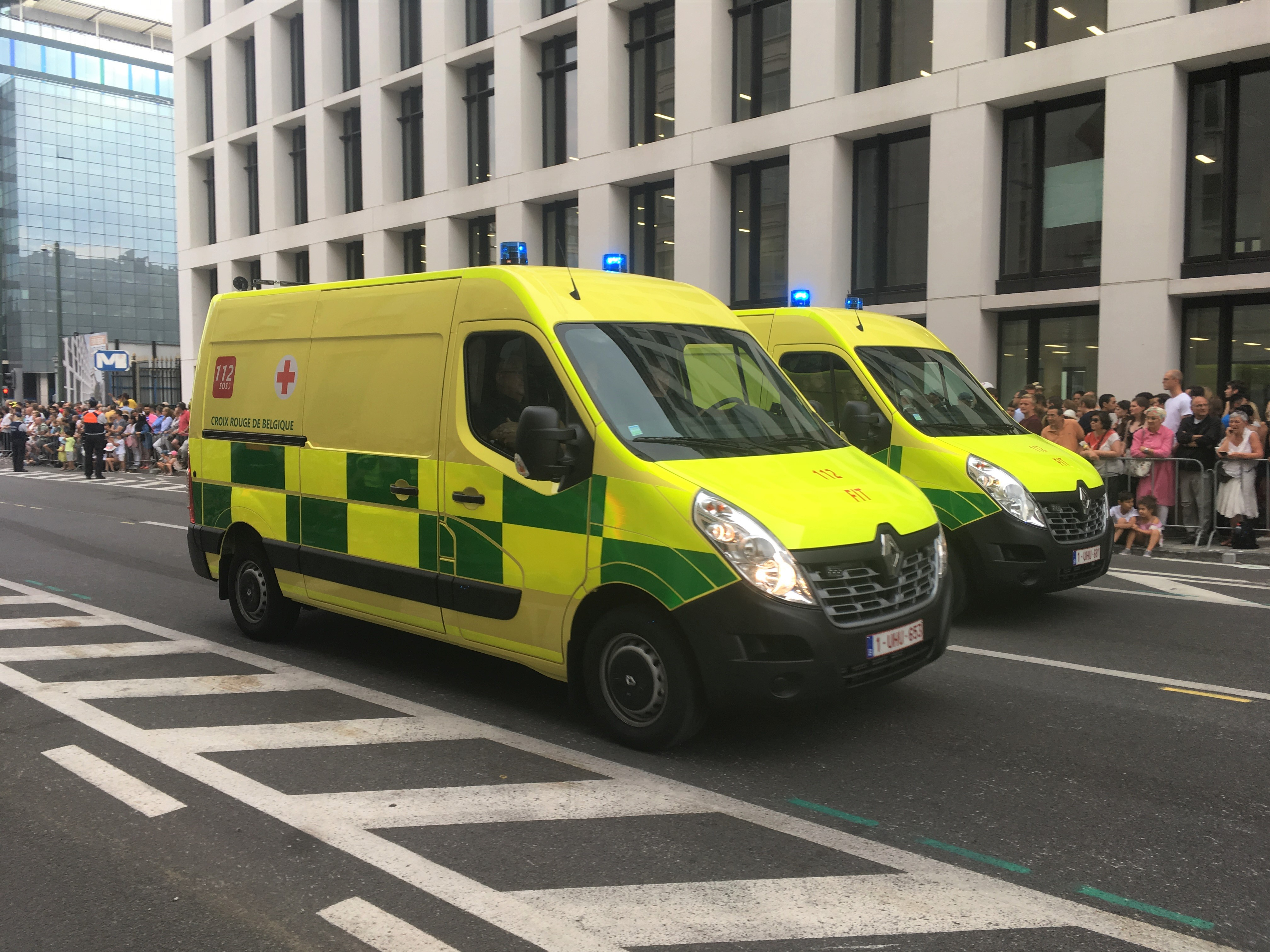
First Intervention Team voertuigen van Croix-Rouge de Belgique met Battenburgpatronen op het nationaal defilé van 21 juli 2018 (voorkant).

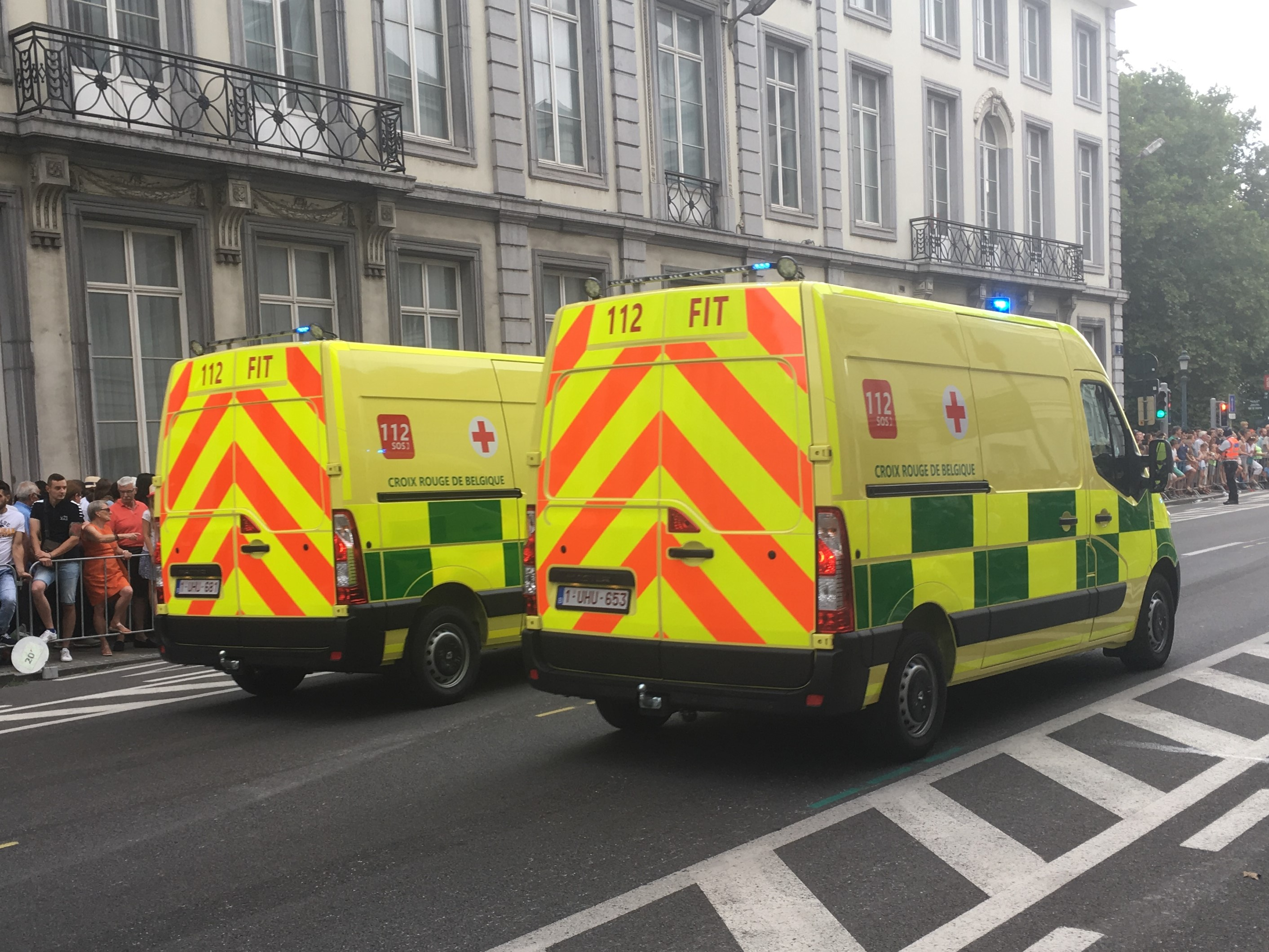
Achterkant.

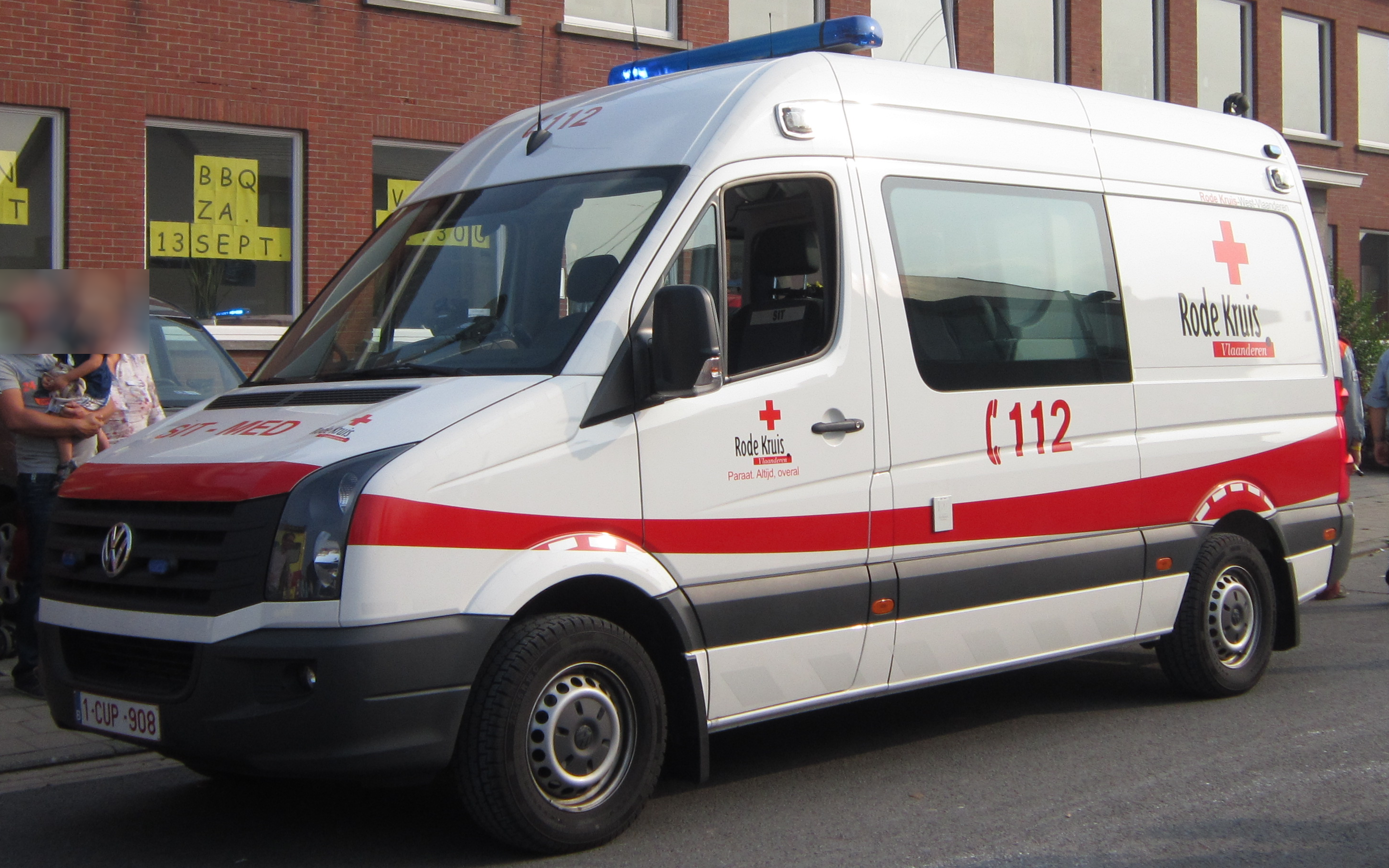
SIT-MED Rode Kruis Provincie West-Vlaanderen met oude huisstijlbelettering (2014).

Een Snel Interventieteam – kortweg SIT – (of First Intervention Team (FIT) in Brussel en Wallonië) is een snel inzetbaar hulpteam van Belgische Rode Kruis dat opgeroepen kan worden bij afkondiging van het Medisch Interventieplan (MIP). Het bestaat uit een logistieke en een medische helft die allebei met een voertuig ter plaatse komen.
Het is een initiatief van de FOD Volksgezondheid dat werd gedelegeerd naar het Rode Kruis. Het SIT kadert binnen de SIM (Snelle Interventiemiddelen) die werden ontworpen bij het nieuwe MIP van 2010. Het uitvoeren wordt gedaan door het Rode Kruis, maar de SIT-voertuigen rijden onder de FOD Volksgezondheid. Daarom zijn alle SIT-voertuigen voorzien met het noodnummer 112, in plaats van het nummer 105 dat gebruikt wordt op de Rode Kruis-ziekenwagens die geen 112-taken uitvoeren. SIT voertuigen worden beletterd zoals reguliere ziekenwagens, m.a.w. in een gele kleur met dubbele rij geel-groene Battenburgblokken op de zijkanten en een geel-oranje chevron patroon achteraan. Het enige verschil met gewone ziekenwagens is de vermelding van "SIT" of "FIT" voor- en achteraan in plaats van "ambulance".

## Types

### SIT-LOG
SIT-LOG maakt gebruik van een voertuig dat ontworpen is om een grote hoeveelheid logistiek materiaal te vervoeren. Dit team zal met minstens drie hulpverleners ter plaatse komen. Zij brengen grote hoeveelheden draagberries met zich mee, zuurstof, opblaasbare tenten, verlichting, elektriciteit en signalisatie.

### SIT-MED
Dit team heeft een ander voertuig, voorzien van gespecialiseerd medisch materiaal en meer zitplaatsen. Het bestaat namelijk niet uit drie, maar uit vijf medewerkers. Zij brengen grote hoeveelheden medicatie, infuusvloeistof, EHBO-materiaal, reanimatiemateriaal, Burnshields en een kleine opblaastent met zich mee.
Het SIT-team wordt ook ingezet ten behoeve van de MUG bij een grote ramp of ongeval.

## Opleiding hulpverleners
De hulpverleners zijn vrijwilligers die buiten de 'gewone' opleidingen van de Hulpdienst van Rode Kruis-Vlaanderen extra geschoold zijn in Rampenbestrijding en SIT-ontplooiing.
Deze SIT-medewerkers volgen minimaal 8 uur bijscholing per jaar specifiek voor de SIM-werking.

## Inzetbaarheid
De SIT's worden ingezet in opdracht van een Noodcentrale 112. Bij afkondiging van een MIP zal de Noodcentrale 112 de dispatching 105 van Rode Kruis-Vlaanderen op de hoogte brengen. Deze laatste zal afhankelijk van het getroffen gebied de nodige teams via een automatische alarmering oproepen. Er wordt gesteld dat na de afkondiging van het MIP een SIT-team binnen de 45 minuten ter plaatse kan zijn. Hierbij rekent men dat het team binnen de 30 minuten kan vertrekken. Dit zijn limietwaarden. In het verleden is al meermaals bewezen dat de teams binnen de 30 minuten ter plaatse zijn om de reguliere diensten meteen bij te springen.

## Herkenbaarheid

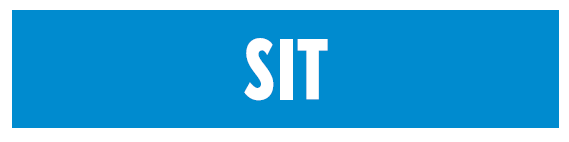
De oude SIT-rugstrip

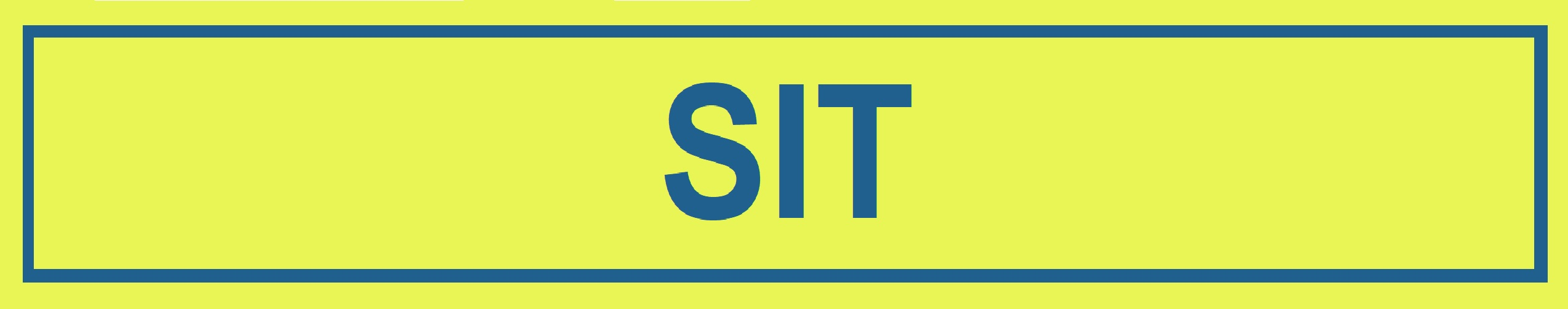
De nieuwe SIT Rugstrip sinds 2016

Op de buitenvest van SIT hulpverleners is een rug- en borststrip aangebracht met de vermelding SIT (in Vlaanderen) of FIT (in Brussel en Wallonië).
In Vlaanderen zijn hulpverleners van het SIT te herkennen aan hun geel/rood fluorescerend werkpak van Rode Kruis-Vlaanderen. 

## Capaciteit
Wetende dat de reeds aanwezige MUG-teams en ambulances hun mogelijkheden ook uitgebreid kunnen aanwenden, kan 1 SIT (bestaande uit SIT-MED & SIT-LOG) autonoom een goede 10 zwaargewonde slachtoffers aan. Om een idee te schetsen: de Provincie Antwerpen is uitgerust met 5 SIT-standplaatsen (samen dus: 5 voertuigen SIT-MED & 5 voertuigen SIT-LOG). Bij deze telling wordt geen rekening gehouden met de ziekenwagens van het Rode Kruis die het HC-100/112 bijstaan in het afvoeren van de slachtoffers. Voor de provincie Limburg gaat dit om 5 SIT-kernen strategisch verdeeld over de provincie (noord, oost, zuid, west en midden). In deze kernen staat telkens 1 voertuig gestationeerd (In totaal dus 5 voertuigen: 3 SIT-MED & 2 SIT-LOG). Bij alarmering worden steeds de dichtstbijzijnde SIT-MED alsook de dichtstbijzijnde SIT-LOG gealarmeerd, en de andere kernen in vooralarm geplaatst.

## Ontplooiing
Wanneer de Noodcentrale 112 een Medisch Interventieplan afkondigt, alarmeren zij naast de reguliere middelen ook dispatching 105 van Rode Kruis-Vlaanderen. De dispatcher zal, na het ingeven van het gebied en de aard van het incident, een vooraf bepaalde lijst personen en middelen automatisch alarmeren. Standaard is dit:
- 1 SIT-team van de getroffen zone (1 SIT-LOG + 1 SIT-MED)
- 1 SIT-team van de zone naast de getroffen zone (1 SIT-LOG + 1 SIT-MED)
- Rampenziekenwagens van de getroffen zone (meestal 2 à 3 ziekenwagens)
- Provincieleiding
- Gemeenschapsleiding ter notificatie
- Rode Kruisafdelingen van de getroffen zone worden ook gealarmeerd maar verzamelen op het Vooruitgeschoven Rendez-Vouspunt (VRV-punt) dat het dichtst bij het rampterrein gelegen is. Dit zijn tientallen vastgelegde verzamelpunten die strategisch gelegen zijn over heel de provincie. Het alarmeringsprogramma bepaalt op basis van de locatie van het incident welk VRV-punt zal worden doorgegeven via de pagers naar de hulpverleners.

Het is mogelijk dat bij een MIP van kleinschalige aard de dispatcher geen alarm uitstuurt maar een vooralarm. Hierbij worden enkel de provincieleiding gealarmeerd en zal de verantwoordelijke van wacht ter plaatse gaan om te overleggen met de DIR-MED welke inzet van het Rode Kruis opportuun is. 
(DIR-CPOPS = Directeur Commandopost operaties. Deze persoon is meestal een officier van de Brandweer en heeft de algemene leiding van de hulpverlening bij een ramp)

## Opdracht van SIT

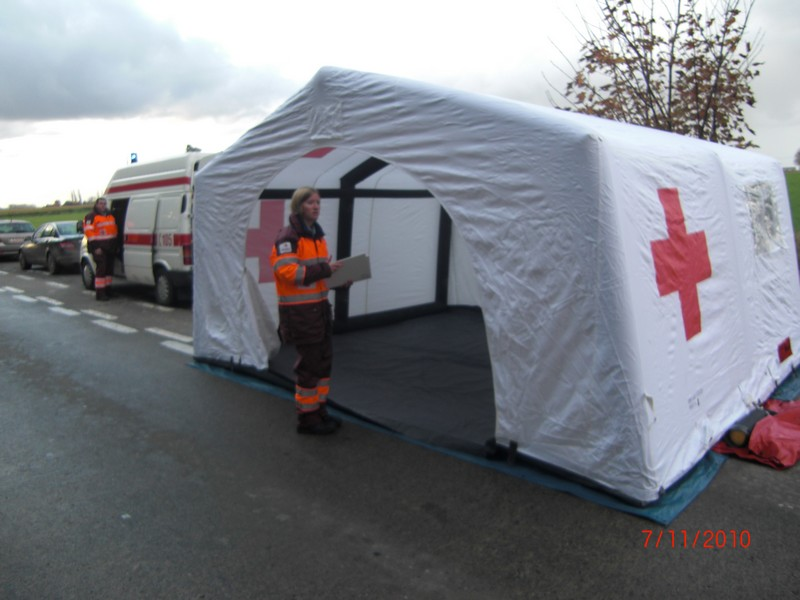
Opblaastent VMP

De opdracht van de SIM-teams bestaat erin de reguliere hulpdiensten bij te staan in hun werking. Dit zowel in professioneel medisch hulpverlenen, maar ook zeker in logistieke ondersteuning. Zo zullen zij vaak de Vooruitgeschoven Medische Post (VMP) uitbouwen en de nodige structurele functies waarnemen. 
Het gebeurt soms ook dat de SIM-teams de politie bijstaat in het runnen van opvangcentra of het evacueren van bewoners.